# Polleniopsis jamesi
Polleniopsis jamesi är en tvåvingeart som beskrevs av Hiromu Kurahashi 1972. Polleniopsis jamesi ingår i släktet Polleniopsis och familjen spyflugor. Inga underarter finns listade i Catalogue of Life.